# Campo luce
Campo luce è un dipinto di Piero Giunni. Eseguito tra il 1987 e il 1989, appartiene alle collezioni d'arte della Fondazione Cariplo.

## Descrizione
L'opera è caratterizzata da un sottile equilibrio tra l'esigenza di descrizione realistica del soggetto e quella di ricreazione di sensazioni atmosferiche e luminose ad essa esterne.

## Storia
Il dipinto venne esposto ad una mostra personale dell'autore allestita presso la Società Permanente a Milano nel 1990; in quell'occasione fu acquistato dalla Fondazione Cariplo.